# Mezjden
Mezjden (bulgariska: Межден) är ett distrikt i Bulgarien.   Det ligger i kommunen Obsjtina Dulovo och regionen Silistra, i den nordöstra delen av landet, 300 km öster om huvudstaden Sofia.
Trakten runt Mezjden består till största delen av jordbruksmark. Runt Mezjden är det ganska glesbefolkat, med 36 invånare per kvadratkilometer.